# Kreishauptmann
Kreishauptmann ist die historische Bezeichnung für einen leitenden Verwaltungsbeamten. Er war Vorsteher einer Kreishauptmannschaft etwa in Bayern, in Sachsen oder in Österreich ob der Enns (heute Oberösterreich).

## Sachsen
Die Verwaltungskreise in Sachsen existierten ab dem 1. Januar 1874. Ab dem 1. Januar 1939 wurde der Kreishauptmann in Sachsen zum Regierungspräsidenten (analog zum Amtshauptmann, welcher Landrat wurde).
Ihm unterstanden die Amtshauptmannschaften seines Kreises.
In Sachsen bestanden folgende Kreishauptmannschaften:
Kreishauptmannschaft Bautzen
- 1872–1883: Heinrich Woldemar von Beust (1818–1898)
- 1883–1895: Hermann von Salza und Lichtenau (1829–1915)
- 1895–1898: Hans Alexander von Bosse (1835–1898)
- 1898–1906: Richard von Schlieben (1848–1908)
- 1906–1919: Georg von Craushaar (1851–1936)
- 1919–1924: Karl Néale von Nostitz-Wallwitz (1863–1939)
- 1924–1929: Friedrich Wilhelm Richter (1878–1946)
- 1929–1932: Karl Waentig (1878–1957)

Kreishauptmannschaft Chemnitz
- 1900–1906: Johann Georg Freiherr von Welck (!839–1912)[1]
- 1906–1910: Curt Ludwig Franz von Burgsdorff (1849–1922)[1][2]
- 1910–1922: Karl Joseph Maximilian Lossow (1856–1924)[3][1]
- 1922–1925: Richard Marcus (1883–1933)[1][4]
- 1925–1926: unbesetzt
- 1926–1931: Hermann Seyfarth (1865–1933)[1]
- 1931–1935: Hugo Grille (1870–1962)[5]
- 1935–1937: unbesetzt
- 1937–1944: Emil Popp (1897–1955) (zunächst kommissarisch, ab 1938 endgültig, ab 1939 Regierungspräsident[1][6], im August 1944 als Regierungspräsident versetzt nach Köslin/Pommern)[7]
- 1944–1945: Christoph Johannes Hempel

Kreishauptmannschaft Dresden
- 1874–1883: Georg Curt von Einsiedel (1823–1887)
- 1883–1890: Heinrich Max von Koppenfels (1831–1905)[8]
- 1891–1893: Bernhard von Hausen (1835–1893)
- 1894–1906: Johann Theodor Schmiedel (1831–1906)
- 1906–1909: Anselm Rumpelt (1853–1916)
- 1909–1913: Rudolf von Oppen (1855–1927)
- 1913–1923: Friedrich Krug von Nidda und von Falkenstein (1860–1934)
- 1923–1933: Wilhelm Buck (1869–1945)
- 1933: Wolfgang Schettler (kommissarisch) (1880–?)
- 1933–1934: Konrad Heerklotz (1869–1945)
- 1934–1936: Friedrich Karl von Eberstein (1894–1979)
- 1936–1943: Wilhelm Schepmann (1894–1970)

Kreishauptmannschaft Leipzig
- bis 1875: Carl Ludwig Gottlob von Burgsdorff (1812–1875)
- Januar–Oktober 1876: Léonce Robert von Könneritz (1835–1890)
- 1876–1887: Otto Georg Graf zu Münster (1825–1893)
- 1887–1906: Georg Otto von Ehrenstein (1835–1907)
- 1906–1910: Johann Georg Freiherr von Welck (1839–1912)
- 1910–1919: Curt Ludwig Franz von Burgsdorff (1849–1922)
- 1919–1924: Heinrich Lange (1861–1939)
- 1924–1925: Edwin Rudolf Lempe (ernannt, aber Amt nicht angetreten (1879–?)[9])
- 1925–1933: Richard Marcus (1883–1933)
- März–September 1933: Curt Ludwig Ehrenreich von Burgsdorff I. Amtszeit (1886–1962)
- 1933–1937: Kurt Walter Dönicke (1899–1945)
- 1937–1938: Curt Ludwig Ehrenreich von Burgsdorff II. Amtszeit (1886–1962)[10]

Kreishauptmannschaft Zwickau
- 1874–1875: Léonçe Robert Freiherr von Könneritz (1835–1890)[11]
- 1876: Otto Georg Graf zu Münster (1825–1893)[11]
- 1876–1883: Gustav Friedrich Hübel (1828–1883)[11][12]
- 1883–1890: Heinrich Bernhard Freiherr von Hausen (1835–1893)[11][13]
- 1891–1894: Johann Theodor Schmiedel (1831–1906)[11]
- 1894–1900: Johann Georg Freiherr von Welck (1839–1912)[11]
- 1900–1907: Maximilian Forker-Schubauer (1844–1932)[11]
- 1907–1919: Friedrich August Fraustadt (1855–1927)[11]
- 1919–1924: Kurt Morgenstern (1861–1945)[11]
- 1924–1937: Heinrich Jani (1870–1947)[11]
- 1937–1944: Richard Oesterhelt (1879–1946)

## Generalgouvernement – besetztes Polen 1939–1945
Die deutschen Verwalter im besetzten Polen verwendeten im sogenannten Generalgouvernement die Amtsbezeichnung Kreishauptmann für den obersten zivilen Verwalter eines Landkreises und in Analogie dazu die Bezeichnung Stadthauptmann für eine kreisfreie Stadt. Für die Kreisverwaltung im eingegliederten Wartheland wurde die deutsche (preußische) Bezeichnung Landrat verwendet.

## Tschechien
Die Amtsbezeichnung der Regierungspräsidenten der tschechischen Regionen (krajský hejtman) wird in Österreich meist mit Kreishauptmann übersetzt, da dies den dortigen Begrifflichkeiten (Bezirkshauptmann/Landeshauptmann) mehr entspricht.